# Centropogon warscewiczii
Centropogon warscewiczii là loài thực vật có hoa trong họ Hoa chuông. Loài này được Van Houtte ex Regel mô tả khoa học đầu tiên năm 1858.